# أكسيلي أنتيلا
أكسيلي أنتيلا (بالروسية: А́ксель Моисее́вич А́нттила ؛ 26 مارس 1897-11 مارس 1953) كان لواءًا سوفيتيًا من مواليد فنلندا، خدم في الجيش الأحمر.